# 白藻泰
白藻泰（法語：Georges Gaston d'Astoaud de Servan de Bezaure，1852年1月26日—1917年11月8日），是法国的外交官，曾担任驻上海领事。

## 生平
1852年出生於法國卡瓦永。
1872年，任法国驻清朝使馆翻译。
1882年，任法国驻福州副领事。
1885年，任法国驻福州领事。
1886年，任法国驻广州领事。
1891年，任法国驻天津领事。
1896年，署理法国驻上海总领事。
1900年，支持东南互保。
1901年，归国。
1917年，去世。

## 作品
- 《Le Fleuve bleu: Voyage dans la Chine occidentale》（1879年）[4]
- 《La Chine chinoise》（1898年）[5]
- 《Le pays du Fleuve bleu》（1899年）[6]